# 村上愛
村上愛（1992年6月6日—）是日本的女性偶像、歌手。為Up Front Agency旗下Hello! Project之前成員。日語暱稱為。2006年10月31日從℃-ute及早安家族畢業。

## 演出

### 電視節目
- 在日本朝日電視台音樂節目Music Station中，擔任藤本美貴歌曲的伴舞人員
- 第54屆NHK紅白歌唱比賽中擔任松浦亞彌歌曲的伴舞人員。
- 美少女日記3（リトルホスピタル）
- たからもの（2005年、網上電視台GyaO製作、安倍夏美主演）

### 映画
- 仔犬ダンの物語（2002年12月14日－、東映）

### 舞台
- 愛華みれ主演的歌舞劇「34丁目の奇跡－HEAR'S LOVE－」（2004年11月27日－12月28日）

## 所屬團體
- ℃-ute（2005年－2006年）
- 洗牌組合
  - （2004年）
  - （2005年）

## 外部連結
- Hello! Project的官方檔案 （页面存档备份，存于）
- meg❤的X（前Twitter）
- meg❤的Instagram帳戶